# Far Cry (computerspel)
Far Cry is een first-person shooter ontwikkeld door Crytek Frankfurt en uitgebracht door Ubisoft op 31 maart 2004 voor Windows. Far Cry verkocht 730.000 exemplaren in slechts vier maanden tijd. In 2008 waren er meer dan 1 miljoen kopieën over de hele wereld van verkocht. In 2014 kwam Far Cry Classic, een remake van het spel, uit voor PlayStation 3 en Xbox 360. De opvolger van Far Cry is Far Cry 2 van Ubisoft, of Crysis, een spirituele opvolger van dezelfde spelontwikkelaar als Far Cry zelf, Crytek. Na hun breuk met Ubisoft zijn zij namelijk met Electronic Arts in zee gegaan.
Het verhaal van het spel volgt een ex-commando, Jack Carver, die gestrand is op een mysterieuze eilandengroep in Micronesië. Hij zoekt de vrouwelijke journalist die hij escorteerde voor ze vermist werd na een aanval op hun boot door huurlingen. Het spel bevat thematische elementen, met name de gevaren van genetische manipulatie en de genocide van lokale eilandbewoners als gevolg van de misvormde wezens die gecreëerd werden door een gestoorde wetenschapper genaamd Krieger. Met de journaliste, die een CIA-agente blijkt te zijn, en de mysterieuze contactman genaamd Harlan Doyle vormt de speler een miniem team tegenover een leger van huurlingen en gemuteerde wezens.
Het landschap in Far Cry varieert: stranden, bossen en jungles, mijnen, grotten, moerassen en zelfs vulkanen. Het spel is vooral populair omwille van de open wereld en de niet-lineaire gameplay, die voor die tijd bijzondere graphics en kunstmatige intelligentie bevat.

## Trivia
- Het spel is opgenomen in het boek 1001 Video Games You Must Play Before You Die van Tony Mott.